# Polypedilum tesfayi
Polypedilum tesfayi är en tvåvingeart som beskrevs av Harrison 1996. Polypedilum tesfayi ingår i släktet Polypedilum och familjen fjädermyggor.
Artens utbredningsområde är Etiopien. Inga underarter finns listade i Catalogue of Life.